# Музей С. Я. Лемешева
Музей С. Я. Лемешева — мемориальный музей, посвященный жизни и творчеству великого русского певца Сергея Яковлевича Лемешева, обладателя голоса-тенора. Расположен в деревне Князево Калининского района Тверской области.
Музей является филиалом Тверского государственного объединенного музея.

## История
Сергей Яковлевич Лемешев родился 10 июля 1902 года в д. Старое Князево Тверской губернии. Окончил Московскую консерваторию и с 1931 по 1958 год был солистом Большого театра.
В репертуаре певца было 35 оперных партий.
На концертной эстраде им спето более 700 вокальных произведений. Он первый в мире певец, который исполнил все 104 романса П. И. Чайковского.
С 1990 г. музей размещен в отстроенном новом здании на старом фундаменте церковно-приходской школы, в которой с 1911 по 1914 г. учился певец.

## Экспозиции
В музее можно увидеть фотографии, мебельный гарнитур из дома Квашниных, выполненные учениками и учителями школы живописные работы и деревянная утварь. О детских и юношеских годах великого артиста, его семье, первых воспитателях и учителях рассказывают материалы первого зала экспозиции.
Экспонаты второго зала повествуют о годах учёбы великого певца в Московской консерватории и студии Станиславского.
В экспозиции представлен фрагмент интерьера гримёрной Сергея Яковлевича с мемориальными вещами, афиши, эскизы декораций, программы спектаклей, партитура оперы П. И. Чайковского.
«Евгений Онегин», сценический костюм Ленского — любимого героя певца, представлена богатая фонотека записей певца. Многочисленные материалы повествуют о большой концертной деятельности Лемешева на различных сценических площадках, иллюстрируют его работу на радио и в кино.
10 июля 1999 г. на XII Лемешевском празднике состоялось торжественное открытие памятника С.Я. Лемешева (скульптор Ю. П. Карпенко) перед зданием музея.
С 1987 года в деревне Старое Князево проходят ежегодные лемешевские музыкальные фестивали.

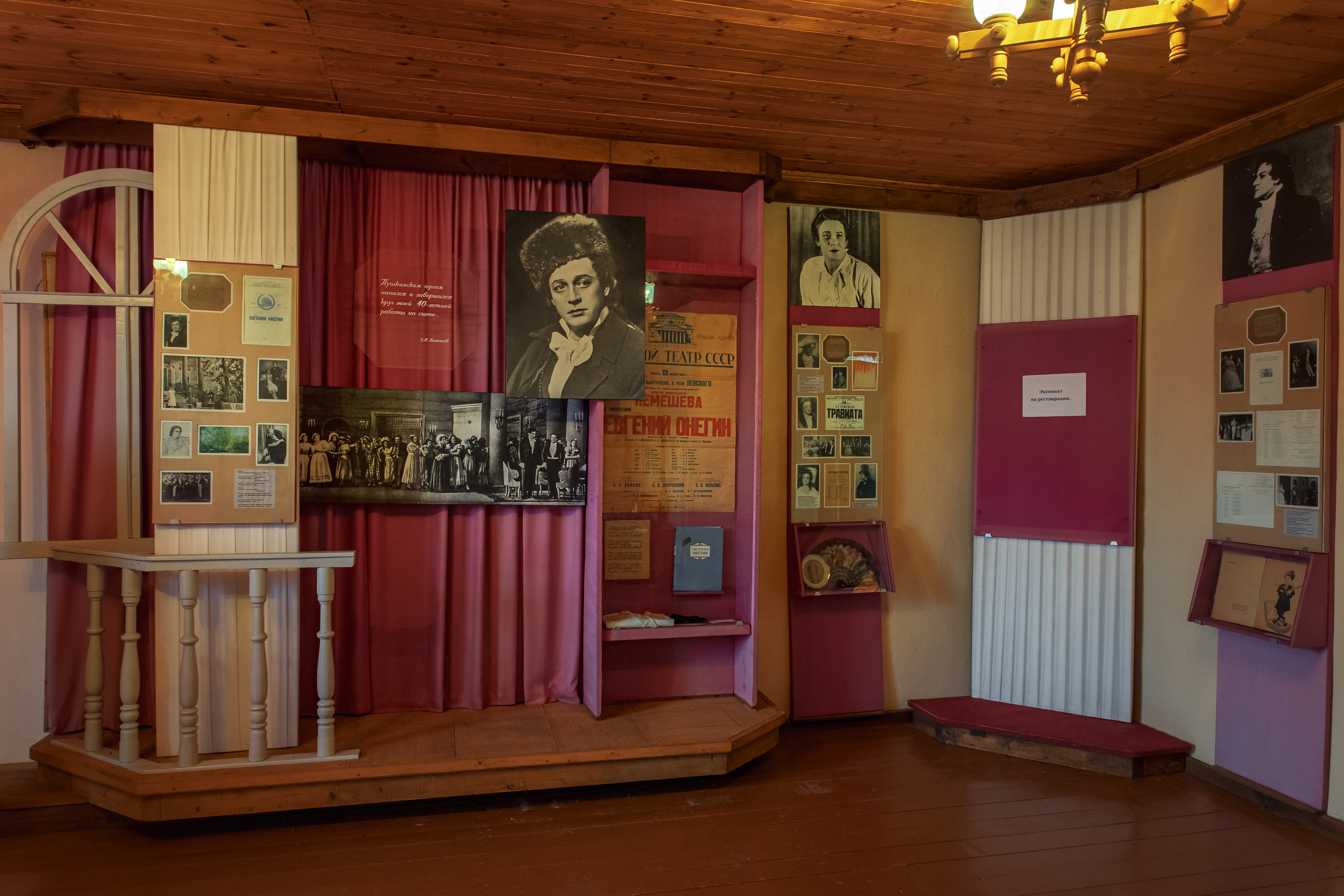
Фрагмент экспозиции Музея С. Я. Лемешева

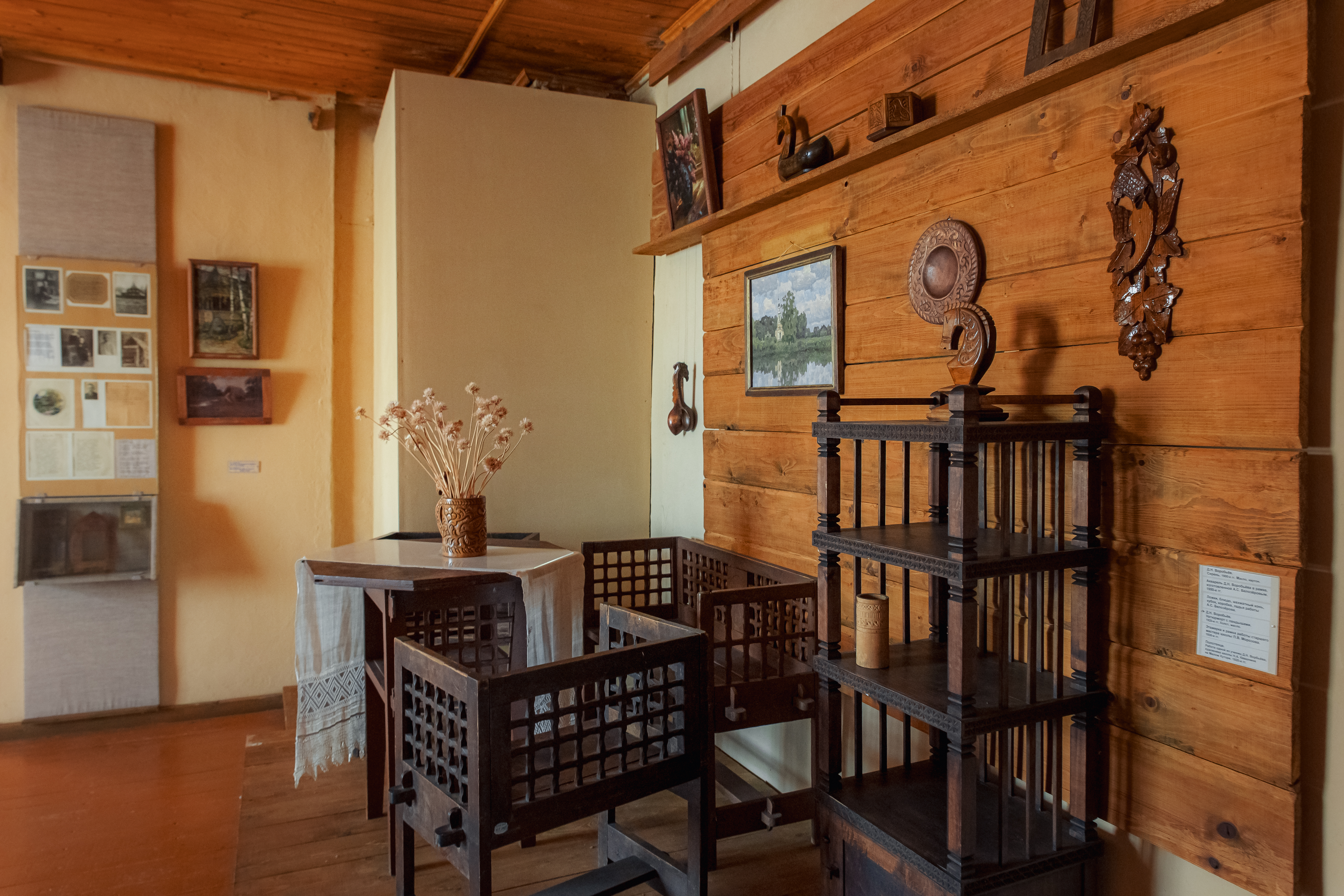
Экспозиция музея С. Я. Лемешева

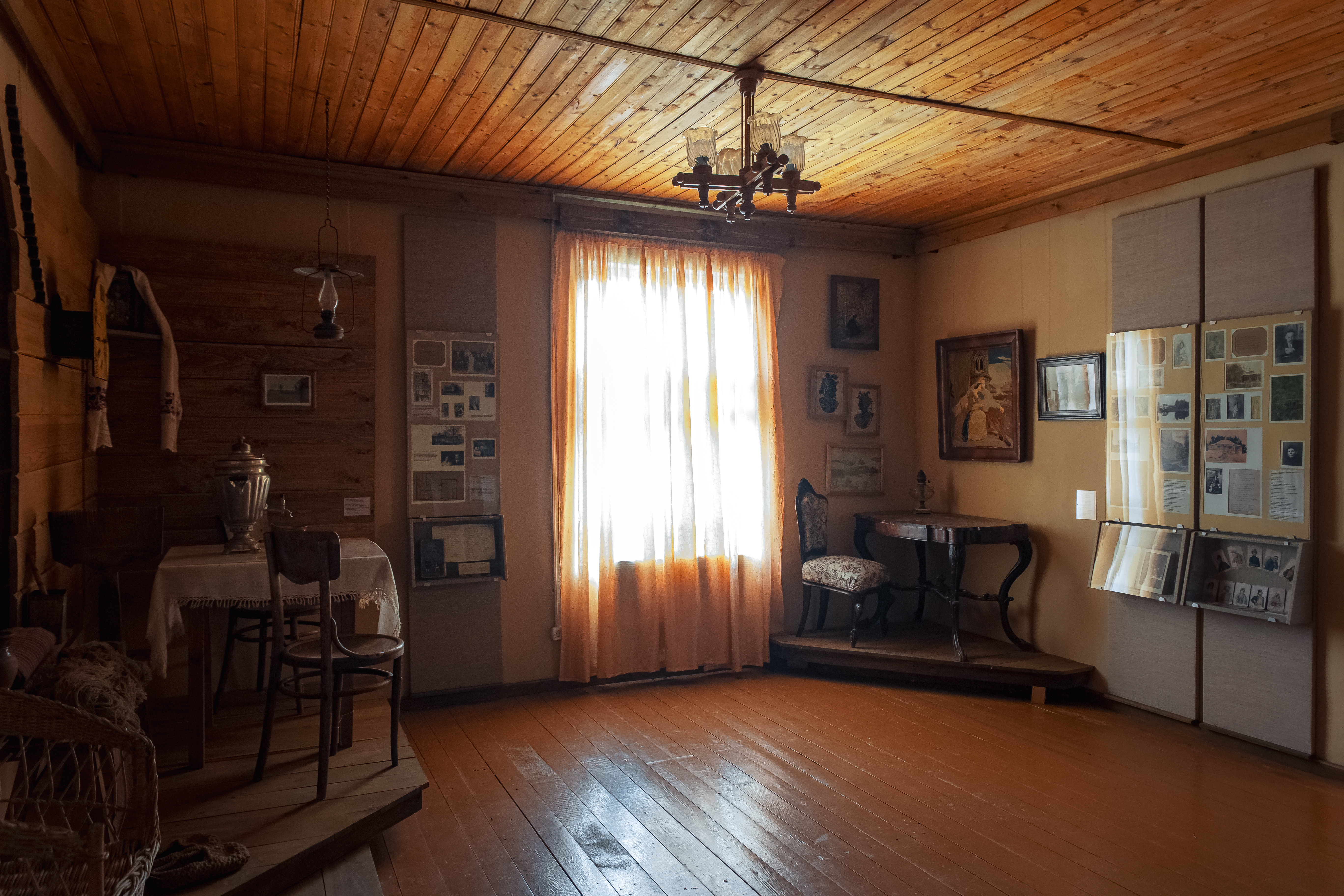
Комната Музея С.Я. Лемешева.

С 2003 года основан экскурсионный маршрут «Лемешевское кольцо» Тверского края.